# Gospelpreludes boek 2
Gospelpreludes boek 2 is een verzameling composities van William Bolcom. Het is het tweede boek in een serie van vier. De reeks begon na een verzoek van het American Guild of Organists in 1979. De tweede reeks werd mede op verzoek van Marilyn Mason , ook verantwoordelijk voor Gospelpreludes boek 4, geschreven. Haar totaal zou komen op zes binnen de twaalf. Bolcom mengde bij zijn composities weer alle stijlen door elkaar, van haast barokke muziek naar de klassieke muziek van de 20e eeuw en jazz.
De drie gospels dan wel hymnes waren dit keer:
1. Jesus loves me
2. Shall we gather at the river?
3. Amazing grace.

Shall we gather at the river was al eerder bewerkt door onder andere Charles Ives en Aaron Copland. Die laatste nam het op in zijn Old American songs. In tegenstelling tot die bewerkingen is gedurende Bolcoms versie constant het kabbelende water (op het kerkorgel) te horen. Ook duikt Row, row, row your boat op. In Amazing Grace is de slotmelodie te herkennen die Mieke Telkamp gebruikte in Waarheen, waarvoor.   
Mason had het voorrecht de premières van dit setje te geven op 12 oktober 1982 in de concertzaal van Brigham Young-universiteit.  